# Лемм, Оскар Эдуардович
Оскар Эдуардович фон Лемм (17 сентября 1856, С.-Петербург — 3 июня 1918, там же) — основоположник российской коптологии. Наряду с В. С. Голенищевым — один из первых египтологов России, получивших международное признание.

## Биография
Родился в семье преподавателя императорского Александровского лицея действительного статского советника Георга Эдуарда (Эдуарда Самойловича) фон Лемма (1809—1883) и его жены Луизы Доротеи фон Хиршхейдт.
Лемм окончил курс в Александровском лицее, получил профессиональную подготовку в Лейпцигском университете, слушал лекции Р. Лепсиуса и Г. Эберса. В 1882 году Лемм защитил в Лейпциге диссертацию. Был зачислен в Азиатский музей Академии наук на должность ученого хранителя. Он совмещал свои занятия в музее с чтением лекций по египетскому и коптскому языку на факультете восточных языков Петербургского университета.
Под руководством Лемма было издано несколько хрестоматий для изучения египетского и коптского языков. Ученый подготовил комментарии и издание нескольких сборников с коптскими текстами: отрывки различных библейских текстов, легенды о Киприане Антиохийском, «Романа об Александре», «Мученичества св. Виктора и Стефаниды», позднекоптской поэмы «Триадон» и др.
Член-корреспондент Петербургской академии наук по историко-филологическому отделению (разряд восточной словесности, со 2 декабря 1906 года).
Известный его ученик — Борис Александрович Тураев.

## Главные труды
- «Studien zum Ritaulbuche des Ammondienstes» (диссертация, Лейпциг, 1882);
- «Das Ritualbuch des Ammondienstes» (Лейпциг, 1882);
- «Коптская легенда о нахождении Гроба Господня» («Записки Восточного Отделения Императорского Русского Археологического Общества», IV, 1889);

## Семья
20 декабря 1897 года женился на Хелене Анне Адель Брок (17 июля 1868—6 мая 1922). В браке родилось 5 детей:
- Ирена Луиза (р. 7 сентября 1899)
- София Оттилия (р. 6 ноября 1901)
- Эдуард Эрнст (р. 10 мая 1904)
- Рудольф Фридрих (р. 15 сентября 1905)
- Роберт Артур (6 февраля 1909)

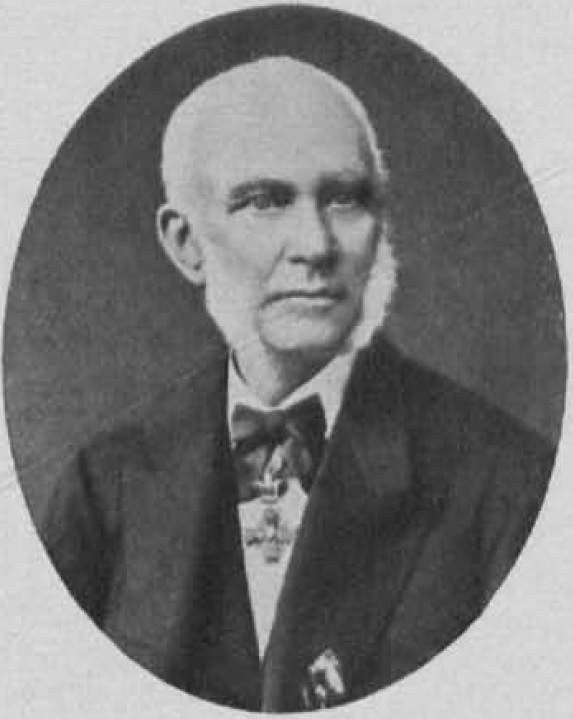
Отец - Эдуард Самойлович фон Лемм (1809—1883)
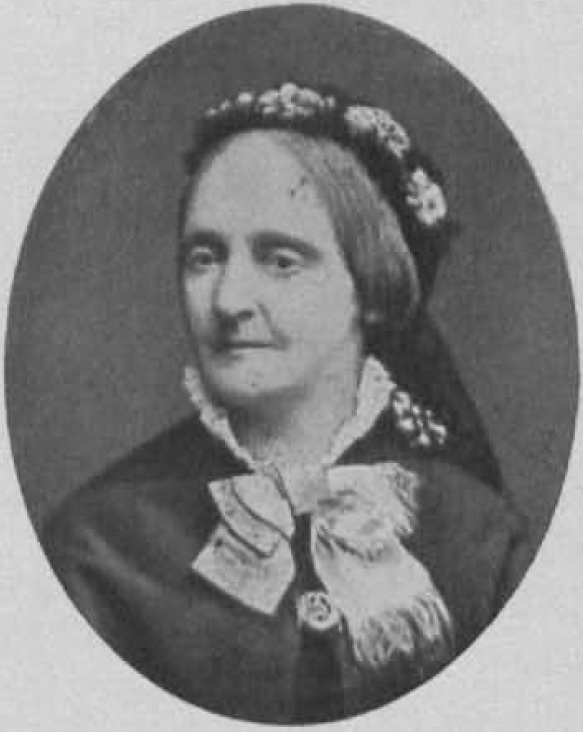
Мать - Луиза Доротея фон Лемм, урождённая фон Хиршхейдт (1821-1896)
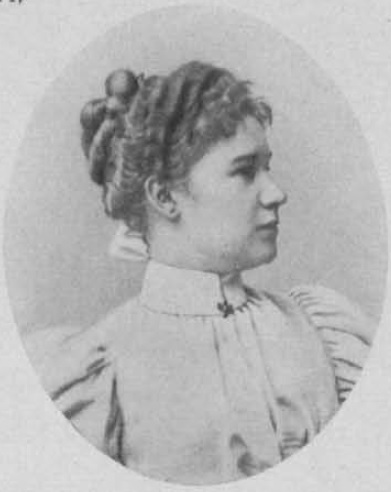
Жена - Хелена Анна Адель фон Лемм, урожденная Брок (1868-1922)
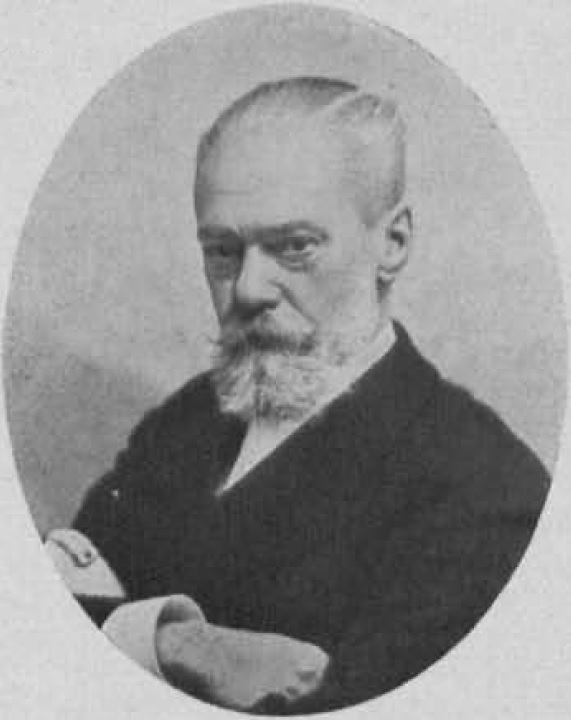
Брат - Александр Бурхард фон Лемм (1844-1902)